# Монтегю, Джордж, 6-й граф Сэндвич

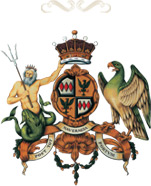
Герб графов Сэндвич

Джордж Джон Монтегю, 6-й граф Сэндвич (англ. George John Montagu, 6th Earl of Sandwich; 4 февраля 1773 — 21 мая 1818) — британский пэр и политик. Он носил титул учтивости — виконт Хинчингбрук с 1790 по 1814 год.

## Биография
Родился 4 февраля 1773 года. Старший сын Джона Монтегю, 5-го графа Сэндвича (1744—1814), и его второй жены, леди Мэри Генриетты Паулетт (? — 1779), дочери адмирала Гарри Поулетта, 6-го герцога Болтона, и Мэри Нанн. Он получил образование в Итонском колледже (1780—1790) и Тринити-колледже Кембриджского университета (1790—1792).
В 1790 году после смерти своего сводного старшего брата, Джона Джорджа Монтегю (1767—1790), Джордж Монтегю унаследовал титул учтивости — виконт Хинчингбрук.
Джордж Монтегю заседал в Палате общин Великобритании от Хантингдоншира в 1794—1814 годах.
6 июня 1814 года после смерти своего отца Джордж Монтегю унаследовал титулы 6-го графа Сэндвича (Пэрство Англии), 6-го виконта Хинчингбрука в графстве Хантингдоншир (Пэрство Англии) и 6-го барона Монтегю из Сент-Неотса в графстве Хантингдоншир (Пэрство Англии).

## Семья

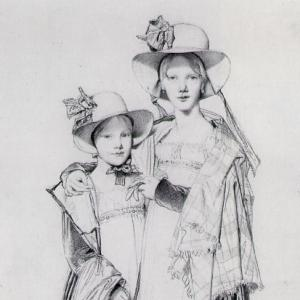
Леди Гарриет Мэри Монтегю и леди Кэтрин Каролина Монтегю

9 июля 1804 года Джордж Монтегю женился на леди Луизе Мэри Энн Джулии Харриет Лоури-Корри (1781 — 19 апреля 1862), дочери Армара Лоури-Корри, 1-го графа Белмора (1740—1802), и леди Харриет Хобарт. У супругов было трое детей:
- Леди Гарриет Мэри Монтегю (14 мая 1805 — 4 мая 1857)[3], в 1823 году она вышла замуж за Уильяма Бингема Бэринга, 2-го барона Эшбертона
- Леди Кэтрин Каролина Монтегю (7 октября 1808 — 30 апреля 1834)[3], в 1831 году она вышла замуж за графа Александра Колонна-Валевского, внебрачного сына Наполеона I и Марии, графини Валевской.
- Джон Монтегю, 7-й граф Сэндвич (8 ноября 1811 − 3 марта 1884)[3], 1-я жена с 1838 года леди Мэри Пэджет; 2-я жена с 1865 года леди Бланш Эгертон.

Лорд Сэндвич скончался в мае 1818 года в Риме в возрасте 45 лет.